# Slavi Trifonov
Slavi Trifonov, all'anagrafe Stanislav Todorov Trifonov (in bulgaro Станислав Тодоров Трифонов?; Pleven, 18 ottobre 1966), è un cantante, personaggio televisivo e politico bulgaro.

## Biografia
Trifonov è nato a Pleven nel 1966. È un  cantante di musica pop - rock ha inoltre sperimentato altri generi come l'hip-hop collaborando con il produttore australiano Yasen Subev.  È stato membro di diverse bande pop-rock e punk, tra le quali la Slavi's Show, la Exiles, la Canaletto, in particolare con la Ku-Ku Band. Suo padre, anch’egli bulgaro è di Gorna Mitropolija, mentre sua madre è Zdravka di Todorovo. È il più giovane di tre fratelli e sorella, Petja, la persona con la quale aveva più confidenza nella famiglia. Slavi prende il nome da suo nonno Stojo. È cresciuto in una famiglia severa nella quale sua madre ebbe un ruolo importante, sostenendo il valore di una buona istruzione. Trifonov e sua sorella erano infatti studenti eccellenti a cui piaceva passare il tempo a leggere libri. Alla fine si iscrisse alla scuola di musica di Pleven. Durante una delle vacanze scolastiche, si recò al parco di Kajlaka con la sua classe di scuola. Anche se a disagio, e sentendosi fuori posto, decise di partecipare alla serata dei talenti durante la quale furono presentate diverse esibizioni. Trifonov eseguì alcune battute che in precedenza aveva memorizzato da una vecchia registrazione del comico Dimităr Škumbata. Trifonov fu sorpreso dalla risposta positiva del pubblico e dalla sua richiesta di un bis. Definisce questo come una svolta nella sua vita. Nel 1985 si diploma alla SMU Panajot Pipkov di Pleven dopo aver appreso la viola. Si è successivamente laureato presso l'Accademia Nazionale di Musica di Sofia, in Bulgaria.

### Carriera televisiva
Insieme a Petăr Kurumbašev e Ljuben Dilov Jr. fu uno dei primi produttori di programmi privati della televisione nazionale bulgara, la Bălgarska Nacionalna Televizija. La sua prima apparizione avvenne nello show televisivo KUKU con una parodia di una band heavy metal, girata nello Studio 4 della rete televisiva nazionale. Nel 1997 ha partecipato attivamente alle proteste contra la politica di Žan Videnov. Nel 1998 divenne produttore e conduttore di Exiles. Il programma venne sospeso dalla BNT dopo la sola trasmissione dell'8 febbraio 1998. Lo spettacolo venne successivamente trasmesso per due anni dalla televisione 7 Dni TV e da altri canali TV via cavo nel paese. Si distiense per la graffiante satira politica e l'impegnata partecipazione nella Ku-Ku Band. I principali sceneggiatori degli Exiles erano gli scrittori Rosen Petrov, Toško Jordanov, Ivajlvo Vălčev, Ivo Petrov e Siromahov. Il 27 novembre 2000 Trifonov ha realizzato su BTV il primo episodio dello Slavi's Show. Attualmente è direttore della società di produzione Seven-eight AD. La società produce programmi principalmente per BTV e BTV Media Group come il programma 5 Stelle e numerosi reality show su licenza, tra i quali, Survivor BG, Music Idol 1 e Dancing Stars 2, infine due mini-serie Where is Brother ? e Brandy e Sunrise. Come cantante ha pubblicato ventidue album, con la Ku-Ku band, i Canaletto e gli Outcasts. Ha effettuato numerosi tour in tutto il paese, nonché un tour negli Stati Uniti e in Canada. Nel 2004, ha registrato un duetto con la cantante greca delle Antique, Elena Paparizou, intitolata Why?. Nel 2005 ha partecipato alla finale nazionale bulgara per il duetto dell'Eurovision con Sofi Marinova. Quando giunse il momento di esibirsi nella sua canzone "Unity", lui e la Marinova salirono sul palco e Trifonov annunciò, con un discorso emotivo, che si stavano ritirando dalla competizione perché il voto veniva manipolato attraverso carte SIM. Nel 2008 venne multato di 500 lev (circa 275 USD) per disprezzo. Ha inoltre intentato diverse cause contro i cosiddetti tabloid  vincendone la maggior parte e donando i risarcimenti in beneficenza. All'inizio del 2013, Trifonov ha intentato una causa contro la compagnia Magardich Halvadjian e Judy Halvadjian per aver abusato nell'utilizzo degli estratti dello Slavi's Show.

### Periodo della KU-KU band
Trifonov divenne il frontman della Ku-Ku band, gruppo musicale bulgaro, fondata nel 1993 da Trifonov, Evgeni Dimitrov, Maestro Evgeni Jotov e Ilija Iliev. La band svolse inoltre un ruolo importante nei programmi Show TV, nonché in altri progetti come Five Stars, Idols, Sing with Me e The Voice of Bulgaria 1 e 2. Ha pubblicato venti album, oltre 300 canzoni, eseguite in centinaia di concerti, partecipato a tredici tour di cui uno negli Stati Uniti.

### Carriera politica
A febbraio 2020 ha fondato il partito politico C'è un Popolo come Questo che ha supportato le proteste bulgare scoppiate nell'estate 2020.
Nel marzo 2020, Trifonov ha donato 100.000 lev per aumentare gli stipendi del personale medico dell'ospedale Aleksandrovska di Sofia che si impegnava al contrasto della pandemia di COVID-19 in Bulgaria, ma è stato anche criticato per aver inizialmente minimizzato l'entità della pandemia e per essersi opposto pubblicamente a molte restrizioni per contrastare l'avanzare della pandemia.

## Album
1. Ръгай чушки в боба (Prod Peppers in the Bean Soup) in italiano, Prod Peppers e la Zuppa di fagioli (1993)
2. Шат на патката главата (Rip off the Head of the Duck) in italiano, strappa la testa dell'anatra (1994)
3. Рома ТВ (Roma TV) in italiano, Roma TV (1994)
4. Жълта книжка (Certificate for Mental Disorder), in italiano, Certificato di Disordine Mentale (1995)
5. Хъшове (Hajduks) (1996)
6. Каналето - The Best (Canaletto - The Best), in italiano, Il Meglio di Canaletto (1997)
7. Едно Ферари с цвят червен (Una Ferrari in colore rosso) (1997)
8. Франция, здравей (Hello, France), in italiano, ciao Francia. (1998)
9. Девети трагичен (The Tragic Ninth), in italiano, la Tragica Nona.(1998)
10. Вавилон (Babylon) (1998)
11. Няма "не искам", няма "недей" (Non dire "Non voglio", Non dire "Non farlo") (1999)
12. Часът на бенда (The Hour of the Band), in italiano e l'ora della Band (2000)
13. Новите Варвари (The New Barbarians), in italiano, i Nuovi Barbari (2001)
14. The Best (2001), in italiano, il Meglio
15. Vox Populi (2002), in italiano, Voce del Popolo
16. Прима патриот (Prima Patriot), in italiano, il primo patriota (2004)
17. И оркестъра да свири (Let the Orchestra Play), in italiano, lasciate suonare l'Orchestra (2005)
18. Ние продължаваме (We Keep on Going), in italiano, Continuiamo ad andare (2007)
19. No Mercy, in italiano, Nessuna Pietà (2009)
20. Македония (Macedonia) (2010)
21. Един от многото (One of the Many), in italiano, Uno dei Tanti (2012)
22. Има такъв народ (Such People Do Exist), in italiano, queste persone esistono (2017)
23. Песни за българи (Songs for / about Bulgarians), in italiano, Canzone per i Bulgari (2018)